# Artistique-Weltmeisterschaft 2025

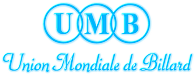
Logo UMB (ausrichtender Verband)

Veranstaltungsort: Ankara

Die Billard-Artistique-Weltmeisterschaft 2025 ist das 33. Turnier in dieser Disziplin des Karambolagebillards und findet vom 18. bis zum 21. Juni 2025 in Ankara statt. Es ist die fünfte Artistique-WM in der Türkei.

## Modus
Gespielt werden 28 Figuren in einer Gruppenphase mit acht Gruppen à vier Teilnehmern. Die jeweils zwei Gruppenbesten qualifizieren sich für das Achtelfinale. Im Achtelfinale werden 28 Figuren gespielt und ab dem Viertelfinale 35 Figuren. Das ganze Turnier wird mit Nachstoß gespielt.
Gewertet wurden nur prozentual gelösten Figuren.

## Gesetzte Spieler
1. Haci Arap Yaman (Titelverteidiger)
2. Dennis Lendeckel (Wildcard UMB)
3. Steve Wilms (Wildcard CEB)
4. Emrah Tac (Wildcard CEB)
5. Baris Cin (Wildcard TBF)
6. Serdar Gümüş (Wildcard TBF)

## Turnierverlauf

### Vorrunden-Gruppenphase
| Platz | Name            | MP | Punkte | mögl. Punkte | %       | Best %  |
| ----- | --------------- | -- | ------ | ------------ | ------- | ------- |
| 1     | Haci Arap Yaman | 6  | 409    | 545          | 75,05 % | 85,99 % |
| 2     | László Kun      | 4  | 341    | 563          | 60,57 % | 68,39 % |
| 3     | Mehmet Sezer    | 2  | 306    | 541          | 56,56 % | 69,00 % |
| 4     | Erik Vijverberg | 0  | 306    | 585          | 52,31 % | –       |

| Platz | Name            | MP | Punkte | mögl. Punkte | %       | Best %  |
| ----- | --------------- | -- | ------ | ------------ | ------- | ------- |
| 1     | Thomas Ahrens   | 6  | 322    | 486          | 66,26 % | 69,33 % |
| 2     | Matthieu Franck | 4  | 294    | 482          | 61,00 % | 81,30 % |
| 3     | Andres Molina   | 2  | 133    | 534          | 24,91 % | 22,06 % |
| 4     | Jun Miyata      | 0  | 70     | 481          | 14,55 % | –       |

| Platz | Name              | MP | Punkte | mögl. Punkte | %       | Best %  |
| ----- | ----------------- | -- | ------ | ------------ | ------- | ------- |
| 1     | Erik Vervliet     | 6  | 374    | 519          | 72,06 % | 76,11 % |
| 2     | David Gonzalez    | 4  | 366    | 551          | 66,42 % | 72,41 % |
| 3     | Manfred Hekerle   | 2  | 259    | 532          | 48,68 % | 61,34 % |
| 4     | Kazutaka Hodozuka | 0  | 251    | 534          | 47,00 & | –       |

| Platz | Name            | MP | Punkte | mögl. Punkte | %       | Best %  |
| ----- | --------------- | -- | ------ | ------------ | ------- | ------- |
| 1     | Baris Cin       | 6  | 341    | 537          | 63,50 % | 77,11 % |
| 2     | Benoit Clement  | 4  | 327    | 518          | 63,16 % | 70,50 % |
| 3     | Naoki Harada    | 2  | 353    | 592          | 59,63 % | 52,27 % |
| 4     | Eleuterio Tello | 0  | 121    | 483          | 25,05 % | –       |

| Platz | Name             | MP | Punkte | mögl. Punkte | %       | Best %  |
| ----- | ---------------- | -- | ------ | ------------ | ------- | ------- |
| 1     | Michael Hammen   | 6  | 382    | 518          | 73,75 % | 78,48 % |
| 2     | René Dericks     | 4  | 359    | 516          | 69,57 % | 86,21 % |
| 3     | Hector Cuadrado  | 2  | 379    | 581          | 65,23 % | 58,37 % |
| 4     | Xavier Fonnelosa | 0  | 273    | 540          | 50,56 % | –       |

| Platz | Name             | MP | Punkte | mögl. Punkte | %       | Best %  |
| ----- | ---------------- | -- | ------ | ------------ | ------- | ------- |
| 1     | Steve Wilms      | 6  | 408    | 607          | 67,22 % | 72,25 % |
| 2     | Sven Göppinger   | 4  | 380    | 603          | 63,02 % | 64,53 % |
| 3     | Ken Dahlke       | 2  | 370    | 627          | 59,01 % | 62,50 % |
| 4     | Dennis Lendeckel | 0  | 356    | 607          | 58,65 % | –       |

| Platz | Name             | MP | Punkte | mögl. Punkte | %       | Best %  |
| ----- | ---------------- | -- | ------ | ------------ | ------- | ------- |
| 1     | Serdar Gümüş     | 6  | 300    | 524          | 57,25 % | 60,28 % |
| 2     | Bernd Singer     | 4  | 321    | 471          | 68,15 % | 84,80 % |
| 3     | Naoyuki Fujita   | 2  | 176    | 473          | 37,21 % | 44,85 % |
| 4     | Hermilo Salvador | 0  | 54     | 439          | 12,30 % | –       |

| Platz | Name           | MP | Punkte | mögl. Punkte | %       | Best %  |
| ----- | -------------- | -- | ------ | ------------ | ------- | ------- |
| 1     | Emrah Tac      | 4  | 384    | 576          | 66,67 % | 81,22 % |
| 2     | László Tóth    | 4  | 380    | 595          | 63,87 % | 65,89 % |
| 3     | Sergio Sanchez | 2  | 380    | 604          | 62,91 % | 69,49 % |
| 4     | Javier Lopez   | 2  | 296    | 547          | 54,11 % | 72,97 % |

### K.-o.-Runde
Im Folgenden ist der Turnierbaum der Finalrunde aufgelistet. Gespielt wurden 28 bzw. 35 Figuren mit Nachstoß. Bei einem Remis wurde die Entscheidung mit Penalty entschieden.

Legende: Matchpunkte (MP) / erzielte Punkte (Punkte) / mögliche Punkte / prozentual erzielte Punkte

|  | Achtelfinale 28 Figuren | Achtelfinale 28 Figuren |               |                   | Viertelfinale 35 Figuren | Viertelfinale 35 Figuren |  |  | Halbfinale 35 Figuren | Halbfinale 35 Figuren |  |  | Finale 35 Figuren | Finale 35 Figuren |
|  |                         |                         |               |                   |                          |                          |  |  |                       |                       |  |  |                   |                   |
|  |                         |                         |               |                   |                          |                          |  |  |                       |                       |  |  |                   |                   |
|  | Haci Arap Yaman0        | 0/86/184/46,74 %        |               |                   |                          |                          |  |  |                       |                       |  |  |                   |                   |
|  | László Kun              | 2/117/174/67,24 %       |               |                   |                          |                          |  |  |                       |                       |  |  |                   |                   |
|  | László Kun              | 2/117/174/67,24 %       | László Kun    | 0/136/242/56,20 % |                          |                          |  |  |                       |                       |  |  |                   |                   |
|  |                         |                         | László Kun    | 0/136/242/56,20 % |                          |                          |  |  |                       |                       |  |  |                   |                   |
|  |                         |                         |               |                   | René Dericks             | 2/161/248/64,92 %        |  |  |                       |                       |  |  |                   |                   |
|  | Emrah Tac               | 0/134/214/62,62 %       |               |                   | René Dericks             | 2/161/248/64,92 %        |  |  |                       |                       |  |  |                   |                   |
|  | Emrah Tac               | 0/134/214/62,62 %       |               |                   |                          |                          |  |  |                       |                       |  |  |                   |                   |
|  | René Dericks            | 2/144/214/67,29 %       |               |                   |                          |                          |  |  |                       |                       |  |  |                   |                   |
|  | René Dericks            | 2/144/214/67,29 %       | René Dericks  | 2/146/240/60,83 % |                          |                          |  |  |                       |                       |  |  |                   |                   |
|  |                         |                         | René Dericks  | 2/146/240/60,83 % |                          |                          |  |  |                       |                       |  |  |                   |                   |
|  |                         |                         |               | Steve Wilms       | 0/110/240/45,83 %        |                          |  |  |                       |                       |  |  |                   |                   |
|  | Thomas Ahrens           | 2/98/200/49,00 %        |               | Steve Wilms       | 0/110/240/45,83 %        |                          |  |  |                       |                       |  |  |                   |                   |
|  | Thomas Ahrens           | 2/98/200/49,00 %        |               |                   |                          |                          |  |  |                       |                       |  |  |                   |                   |
|  | László Tóth             | 0/86/200/43,00 %        |               |                   |                          |                          |  |  |                       |                       |  |  |                   |                   |
|  | László Tóth             | 0/86/200/43,00 %        | Thomas Ahrens | 0/148/232/63,79 % |                          |                          |  |  |                       |                       |  |  |                   |                   |
|  |                         |                         | Thomas Ahrens | 0/148/232/63,79 % |                          |                          |  |  |                       |                       |  |  |                   |                   |
|  |                         |                         |               |                   | Steve Wilms              | 2/188/241/78,01 %        |  |  |                       |                       |  |  |                   |                   |
|  | Steve Wilms             | 2/147/189/77,78 %       |               |                   | Steve Wilms              | 2/188/241/78,01 %        |  |  |                       |                       |  |  |                   |                   |
|  | Steve Wilms             | 2/147/189/77,78 %       |               |                   |                          |                          |  |  |                       |                       |  |  |                   |                   |
|  | Benoit Clement          | 0/112/180/62,22 %       |               |                   |                          |                          |  |  |                       |                       |  |  |                   |                   |
|  | Benoit Clement          | 0/112/180/62,22 %       | René Dericks0 | 2/184/262/70,23 % |                          |                          |  |  |                       |                       |  |  |                   |                   |
|  |                         |                         | René Dericks0 | 2/184/262/70,23 % |                          |                          |  |  |                       |                       |  |  |                   |                   |
|  |                         |                         |               | Erik Vervliet     | 0/175/262/66,79 %        |                          |  |  |                       |                       |  |  |                   |                   |
|  | Erik Vervliet           | 2/138/169/81,66 %       |               | Erik Vervliet     | 0/175/262/66,79 %        |                          |  |  |                       |                       |  |  |                   |                   |
|  | Erik Vervliet           | 2/138/169/81,66 %       |               |                   |                          |                          |  |  |                       |                       |  |  |                   |                   |
|  | Sven Göppinger          | 0/95/169/56,21 %        |               |                   |                          |                          |  |  |                       |                       |  |  |                   |                   |
|  | Sven Göppinger          | 0/95/169/56,21 %        | Erik Vervliet | 2/185/251/70,88 % |                          |                          |  |  |                       |                       |  |  |                   |                   |
|  |                         |                         | Erik Vervliet | 2/185/251/70,88 % |                          |                          |  |  |                       |                       |  |  |                   |                   |
|  |                         |                         |               |                   | Baris Cin                | 0/173/251/68,92 %        |  |  |                       |                       |  |  |                   |                   |
|  | Baris Cin               | 2/150/188/79,79 %       |               |                   | Baris Cin                | 0/173/251/68,92 %        |  |  |                       |                       |  |  |                   |                   |
|  | Baris Cin               | 2/150/188/79,79 %       |               |                   |                          |                          |  |  |                       |                       |  |  |                   |                   |
|  | David Gonzales          | 0/122/188/64,89 %       |               |                   |                          |                          |  |  |                       |                       |  |  |                   |                   |
|  | David Gonzales          | 0/122/188/64,89 %       | Erik Vervliet | 2/172/244/70,49 % |                          |                          |  |  |                       |                       |  |  |                   |                   |
|  |                         |                         | Erik Vervliet | 2/172/244/70,49 % |                          |                          |  |  |                       |                       |  |  |                   |                   |
|  |                         |                         |               | Michael Hammen0   | 0/160/252/63,49 %        |                          |  |  |                       |                       |  |  |                   |                   |
|  | Serdar Gümüş            | 2/130/199/65,33 %       |               | Michael Hammen0   | 0/160/252/63,49 %        |                          |  |  |                       |                       |  |  |                   |                   |
|  | Serdar Gümüş            | 2/130/199/65,33 %       |               |                   |                          |                          |  |  |                       |                       |  |  |                   |                   |
|  | Bernd Singer            | 0/119/199/59,80 %       |               |                   |                          |                          |  |  |                       |                       |  |  |                   |                   |
|  | Bernd Singer            | 0/119/199/59,80 %       | Serdar Gümüş  | 0/186/251/74,10 % |                          |                          |  |  |                       |                       |  |  |                   |                   |
|  |                         |                         | Serdar Gümüş  | 0/186/251/74,10 % |                          |                          |  |  |                       |                       |  |  |                   |                   |
|  |                         |                         |               |                   | Michael Hammen0          | 2/202/261/77,39 %        |  |  |                       |                       |  |  |                   |                   |
|  | Michael Hammen          | 2/143/198/72,22 %       |               |                   | Michael Hammen0          | 2/202/261/77,39 %        |  |  |                       |                       |  |  |                   |                   |
|  | Michael Hammen          | 2/143/198/72,22 %       |               |                   |                          |                          |  |  |                       |                       |  |  |                   |                   |
|  | Matthieu Franck         | 0/127/198/64,14 %       |               |                   |                          |                          |  |  |                       |                       |  |  |                   |                   |

## Abschlusstabelle
| Phase           | Platz | Name              | MP | Punkte | mögliche Punkte | %       | Best %  |
| --------------- | ----- | ----------------- | -- | ------ | --------------- | ------- | ------- |
| Finale          | 1     | René Dericks      | 12 | 994    | 1480            | 67,16 % | 86,21 % |
| Finale          | 2     | Erik Vervliet     | 12 | 1044   | 1455            | 71,75 % | 81,66 % |
| Halb- finale    | 3     | Michael Hammen    | 10 | 887    | 1229            | 72,17 % | 78,48 % |
| Halb- finale    | 3     | Steve Wilms       | 10 | 853    | 1277            | 66,80 % | 78,01 % |
| Viertel- finale | 5     | Baris Cin         | 8  | 664    | 976             | 68,03 % | 79,79 % |
| Viertel- finale | 6     | Serdar Gümüş      | 8  | 616    | 974             | 63,24 % | 65,33 % |
| Viertel- finale | 7     | Thomas Ahrens     | 8  | 568    | 918             | 61,87 % | 69,33 % |
| Viertel- finale | 8     | László Kun        | 6  | 594    | 979             | 60,67 % | 68,39 % |
| Achtel- finale  | 9     | Haci Arap Yaman   | 6  | 495    | 729             | 67,90 % | 85,99 % |
| Achtel- finale  | 10    | David Gonzalez    | 4  | 488    | 739             | 66,03 % | 72,41 % |
| Achtel- finale  | 11    | Bernd Singer      | 4  | 440    | 670             | 65,67 % | 84,80 % |
| Achtel- finale  | 12    | Emrah Tac         | 4  | 518    | 790             | 65,56 % | 81,22 % |
| Achtel- finale  | 13    | Benoit Clement    | 4  | 439    | 698             | 62,89 % | 70,50 % |
| Achtel- finale  | 14    | Matthieu Franck   | 4  | 421    | 680             | 61,91 % | 81,30 % |
| Achtel- finale  | 15    | Sven Göppinger    | 4  | 475    | 772             | 61,52 % | 64,53 % |
| Achtel- finale  | 16    | László Tóth       | 4  | 467    | 795             | 58,74 % | 65,89 % |
| Gruppen- phase  | 17    | Hector Cuadrado   | 2  | 379    | 581             | 65,23 % | 58,37 % |
| Gruppen- phase  | 18    | Sergio Sanchez    | 2  | 380    | 604             | 62,91 % | 69,49 % |
| Gruppen- phase  | 19    | Naoki Harada      | 2  | 353    | 592             | 59,63 % | 52,27 % |
| Gruppen- phase  | 20    | Ken Dahlke        | 2  | 370    | 627             | 59,01 % | 62,50 % |
| Gruppen- phase  | 21    | Mehmet Sezer      | 2  | 306    | 541             | 56,56 % | 69,00 % |
| Gruppen- phase  | 22    | Manfred Hekerle   | 2  | 259    | 532             | 48,68 % | 61,34 % |
| Gruppen- phase  | 23    | Naoyuki Fujita    | 2  | 176    | 473             | 37,21 % | 44,85 % |
| Gruppen- phase  | 24    | Andres Molina     | 2  | 133    | 534             | 24,91 % | 22,06 % |
| Gruppen- phase  | 25    | Javier Lopez      | 2  | 296    | 547             | 54,11 % | 72,97 % |
| Gruppen- phase  | 26    | Dennis Lendeckel  | 0  | 356    | 607             | 58,65 % | –       |
| Gruppen- phase  | 27    | Erik Vijverberg   | 0  | 306    | 585             | 52,31 % | –       |
| Gruppen- phase  | 28    | Xavier Fonnelosa  | 0  | 273    | 540             | 50,56 % | –       |
| Gruppen- phase  | 29    | Kazutaka Hodozuka | 0  | 251    | 534             | 47,00 & | –       |
| Gruppen- phase  | 30    | Eleuterio Tello   | 0  | 121    | 483             | 25,05 % | –       |
| Gruppen- phase  | 31    | Jun Miyata        | 0  | 70     | 481             | 14,55 % | –       |
| Gruppen- phase  | 32    | Hermilo Salvador  | 0  | 54     | 439             | 12,30 % | –       |